# Liste der Biografien/Fischer, N
Liste der Biografien |
Portal Biografien |
N Personensuche
# |
A |
B |
C |
D |
E |
F |
G |
H |
I |
J |
K |
L |
M |
N |
O |
P |
Q |
R |
S |
T |
U |
V |
W |
X |
Y |
Z |
?
 
Fa |
Fe |
Ff |
Fh |
Fi |
Fj |
Fk |
Fl |
Fm |
Fn |
Fo |
Fr |
Ft |
Fu |
Fy
 
Fia |
Fib |
Fic |
Fid |
Fie |
Fif |
Fig |
Fih |
Fii |
Fij |
Fik |
Fil |
Fim |
Fin |
Fio |
Fip |
Fiq |
Fir |
Fis |
Fit |
Fiu |
Fiv |
Fix |
Fiz
 
Fisa |
Fisb |
Fisc |
Fise |
Fish |
Fisi |
Fisk |
Fisl |
Fism |
Fiso |
Fisq |
Fiss |
Fist |
Fisu |
Fisz
 
Fisce |
Fisch |
Fiscu
 
Fischa |
Fischb |
Fischd |
Fische |
Fischg |
Fischh |
Fischi |
Fischl |
Fischm |
Fischn |
Fischo |
Fischt
 
Fisched |
Fischel |
Fischen |
Fischer |
Fischet
 
Fischer, A |
Fischer, B |
Fischer, C |
Fischer, D |
Fischer, E |
Fischer, F |
Fischer, G |
Fischer, H |
Fischer, I |
Fischer, J |
Fischer, K |
Fischer, L |
Fischer, M |
Fischer, N |
Fischer, O |
Fischer, P |
Fischer, R |
Fischer, S |
Fischer, T |
Fischer, U |
Fischer, V |
Fischer, W |
Fischer, X |
Fischer, Y |
Fischer, Z |
Fischera |
Fischerk |
Fischerm |
Fischern |
Fischero
Die Liste der Biografien führt alle Personen auf, die in der deutschsprachigen Wikipedia einen Artikel haben. Dieses ist eine Teilliste mit 14 Einträgen von Personen, deren Namen mit den Buchstaben „Fischer, N“ beginnt.

## Fischer, N

### Fischer, Na
- Fischer, Natalia (* 1993), spanische Mountainbikerin

### Fischer, Ni
- Fischer, Nicole (* 1961), deutsche Fußballspielerin
- Fischer, Nikolaus (1791–1858), römisch-katholischer Theologe, Fürstbischöflicher Delegat für Brandenburg und Pommern, Propst von St. Hedwig in Berlin, Domherr zu Breslau
- Fischer, Nikolaus (1814–1866), deutscher Orgelbauer in Demmin
- Fischer, Nikolaus Wolfgang (1782–1850), deutscher Chemiker
- Fischer, Nilla (* 1984), schwedische FußballspielerinNilla Fischer (* 1984)

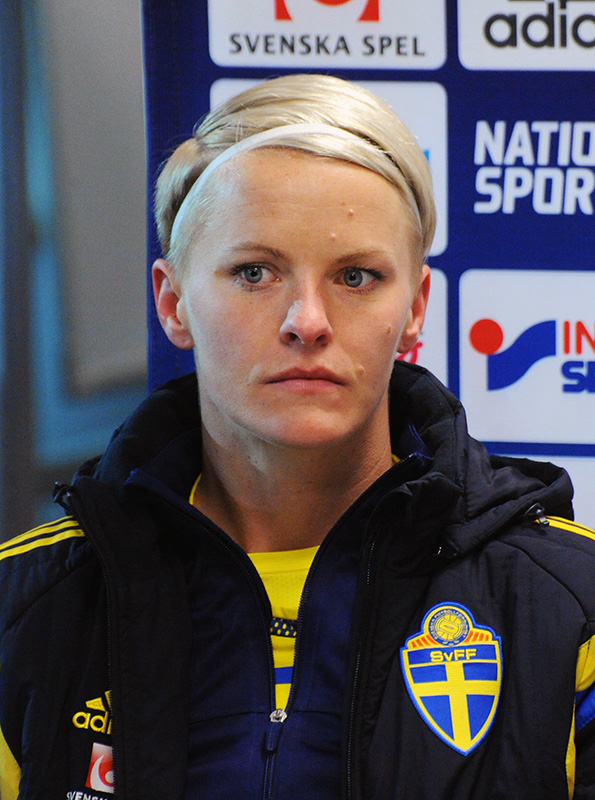
Nilla Fischer (* 1984)

- Fischer, Nils (* 1968), deutscher Perkussionist (Timbales, Congas, Bongos, Batá)
- Fischer, Nils (* 1987), deutscher Fußballspieler
- Fischer, Nina (* 1980), deutsche Schauspielerin und Sängerin

### Fischer, No
- Fischer, Noah (* 1971), deutscher Saxophonist
- Fischer, Norbert (1927–2006), deutscher Jurist und Bankier
- Fischer, Norbert (* 1947), deutscher Philosoph
- Fischer, Norbert (* 1957), deutscher Sozial- und Kulturhistoriker
- Fischer, Norman (* 1949), US-amerikanischer Cellist und Musikpädagoge